# Evangelische Kirche (Bauschlott)

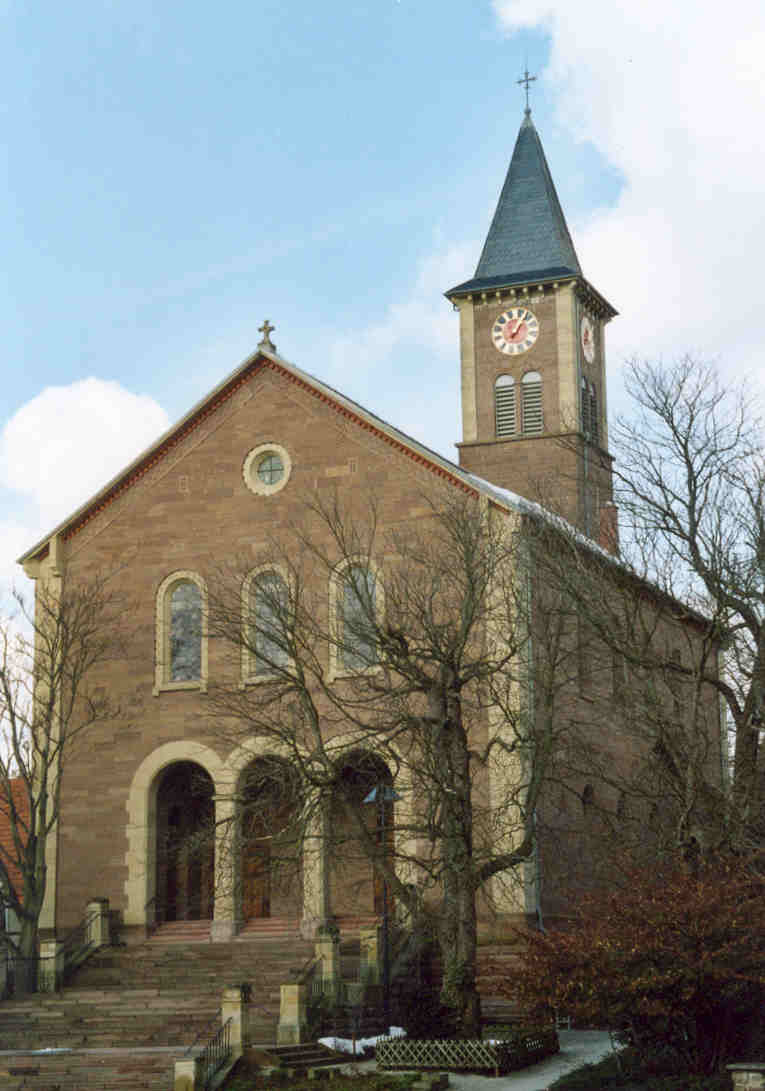
Evangelische Kirche in Bauschlott

Die Evangelische Kirche in Bauschlott, einem Ortsteil der Gemeinde Neulingen im Enzkreis in Baden-Württemberg, wurde nach Plänen von Heinrich Hübsch erbaut und 1838 eingeweiht.

## Geschichte
Die ursprüngliche, 1244 erstmals erwähnte Kirche von Bauschlott befand sich in exponierter Lage auf dem alten Bauschlotter Friedhof und hat den Dreißigjährigen Krieg und den Pfälzischen Erbfolgekrieg gemeinsam mit dem alten Pfarrhaus von 1542 überdauert, während der Rest des Ortes in Schutt und Asche versank. 1763/65 wurde ein neues Pfarrhaus errichtet, das jedoch handwerkliche Mängel aufwies und in den Folgejahren häufig nachgebessert werden musste. Das alte Pfarrhaus blieb trotz des Neubaus erhalten.
Wenige Jahrzehnte später genügte auch das alte Kirchlein nicht mehr. Man entschloss sich jedoch nicht für einen Neubau an derselben Stelle, sondern die Kirchengemeinde erwarb das südlich davor befindliche Grundstück der ehemaligen Maulbronner Kelter als Bauplatz. Die ersten Pläne erstellte Baumeister Karl August Schwarz aus Bruchsal, sie fanden aber nicht den Gefallen der Gemeinde. Auch die anschließend gefertigten Pläne von Schwarz’ Vorgesetzten Heinrich Hübsch überzeugten die Gemeinde nicht, wurden dann aber doch ausgeführt. Die neue Kirche wurde in ihrer heutigen Gestalt am 28. Oktober 1838 eingeweiht, danach die alte Kirche abgerissen.
Die veranschlagten Baukosten von etwa 13.000 Gulden wurden um die Hälfte überschritten. In der Praxis zeigten sich einige Unzulänglichkeiten der Architektur: Hübsch hatte zwar einen weiträumigen Kirchenbau geschaffen, aber Emporen, Orgel und Kanzel sind unproportional hoch angeordnet.
1882 erhielt die Kirche eine neue Orgel von Veit in Durlach, 1888 stiftete Gräfin Rhena, die damals Schloss Bauschlott bewohnte, ein goldenes Kreuz.
Eine umfassende Renovierung der Kirche fand 1964 statt.

## Beschreibung
Die Kirche ist eine mit Turm und Altarbereich nach Norden ausgerichtete dreischiffige Hallenkirche, bedeckt von einem Satteldach. Der Zugang erfolgt durch eine von drei rundbogigen Durchlässen gebildete, arkadenartige Vorhalle an der südlichen, zur Straße Am Anger hin orientierten Giebelseite, zu der eine Freitreppe führt. Über den Arkaden-Öffnungen befinden sich in dieser Giebelseite drei rundbogig abgeschlossene Fenster und mittig im Giebelfeld ein Ochsenauge.
Im Innern bilden die beiden Seitenschiffe die Basis für die seitlichen Emporen, die an der rückwärtigen südlichen Giebelseite durch eine Orgelempore miteinander verbunden sind. Im Norden befindet sich eine Kanzel inmitten eines angedeuteten sehr hohen Triumphbogens an der Giebelwand hinter dem Altar. Das Langhaus ist von einer großfeldrigen Kassettendecke überspannt.
Auf dem Bauschlotter Friedhof haben sich zwei alte Epitaphe aus der alten Kirche erhalten, nämlich das des 1570 gestorbenen Ritters Eglof von Wallstein, das den Verstorbenen vollplastisch lebensgroß in Rüstung zeigt, sowie das Fragment des Epitaphs seiner Mutter, dem das obere Drittel fehlt. Zu den weiteren alten Grabmalen zählt der Grabstein des 1746 verstorbenen Bauschlotter Pfarrers Antonius Bäuerle.

## Orgel
Die Orgel wurde 1882 von dem Orgelbauwerkstatt H. Voit & Söhne errichtet und 1982 von der Orgelbaufirma Rohlf restauriert. Das Instrument hat 12 Register auf einem Manual und Pedal. Die Trakturen sind mechanisch.
| I Hauptwerk C–f3 |            |    |
| 1.               | Principal  | 8′ |
| 2.               | Gambe      | 8′ |
| 3.               | Flöte      | 8′ |
| 4.               | Salizional | 8′ |
| 5.               | Bourdon    | 8′ |

| (Fortsetzung) |              |       |
| 6.            | Octave       | 4′    |
| 7.            | Hohlflöte    | 4′    |
| 8.            | Octave       | 2′    |
| 9.            | Mixtur III-V | 2 ⁄3′ |

| Pedal C–c1 |             |     |
| 10.        | Subbass     | 16′ |
| 11.        | Octavbass   | 8′  |
| 12.        | Violoncello | 8′  |

- Koppeln: Pedalkoppel II/I, I/P, II/P
- Spielhilfen: Piano, Forte